# Tiroteo en la sinagoga de Halle
El tiroteo en la sinagoga de Halle fue un ataque de extrema derecha que ocurrió el 9 de octubre de 2019 en Halle, Sajonia-Anhalt, Alemania, así como en la cercana Landsberg. Después de intentar sin éxito ingresar a la sinagoga de la ciudad durante la festividad judía de Yom Kippur, el atacante mató a dos personas cerca y luego en su huida hirió a otras dos. Un ciudadano alemán de 27 años de Sajonia-Anhalt, Stephan Balliet fue detenido como el agresor. Los investigadores federales calificaron el ataque como un crimen de extrema derecha y antisemita; el fiscal general federal se hizo cargo de la investigación y declaró que era una "violación de la seguridad interna de Alemania".

## Ataque

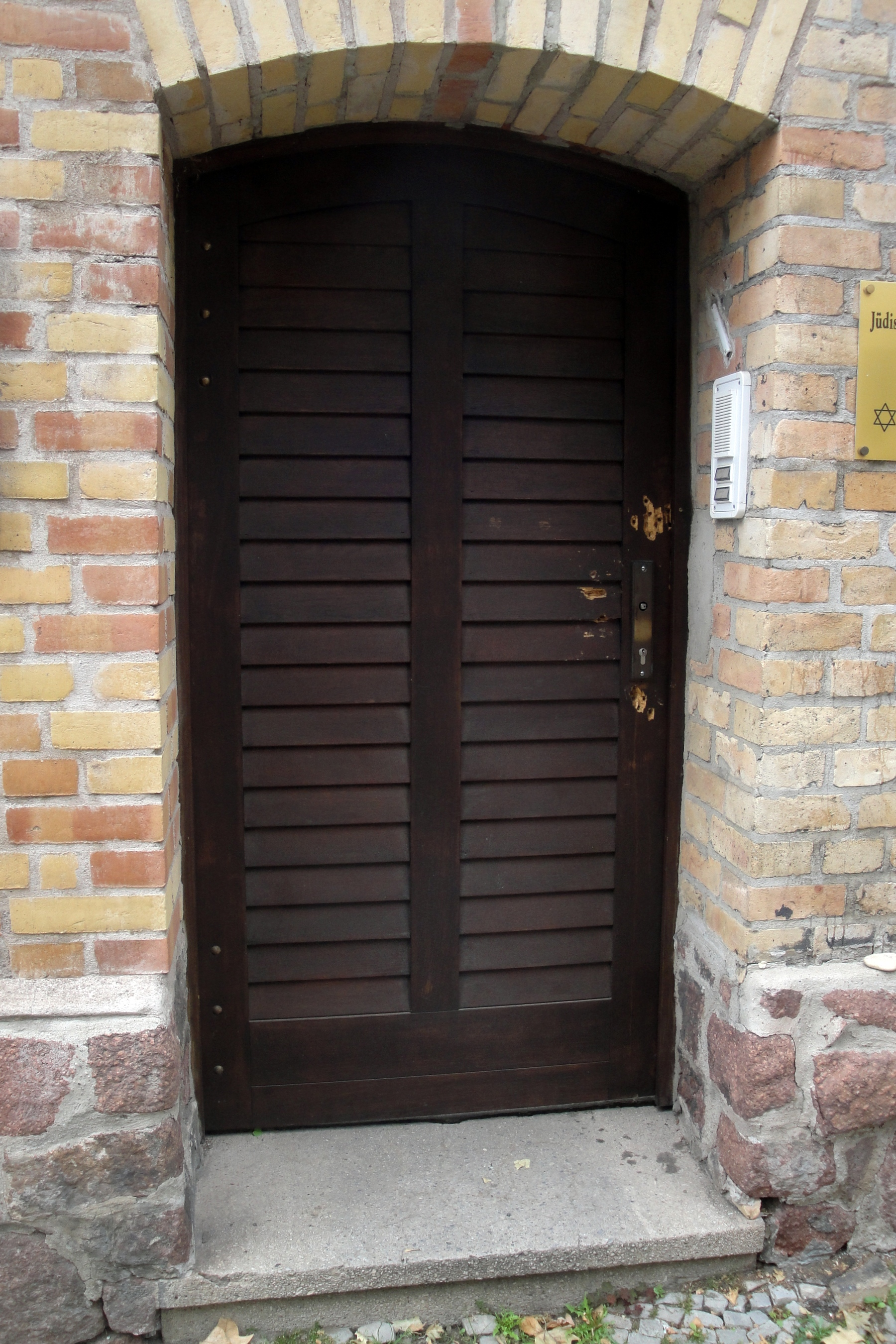
puerta con agujeros de bala

El ataque comenzó alrededor del mediodía en el día santo judío de Yom Kipur. El sospechoso se transmitió en vivo intentando, pero no logrando, ingresar a la sinagoga de Halle en la que había en ese momento 51 personas. El pistolero disparó repetidamente a la cerradura de la puerta y disparó un explosivo, pero la puerta no fue violada, en parte porque el sistema de seguridad de la sinagoga había sido actualizado recientemente. La actualización incluyó una cámara de seguridad que permitió a los congregantes dentro ver los intentos del pistolero de ingresar a la sinagoga.
La sinagoga y el cementerio judío se encuentran en el barrio Paulusviertel, cerca del centro de la ciudad. El atacante intentó entrar al patio, disparando e intentando encender explosivos caseros. El patio de la sinagoga está rodeado por un muro de piedra de 2,5 metros. A las 12,03 p. m. una llamada de socorro al 112 llegó al cuartel general de emergencia de incendios de Halle, informando del incidente; un minuto después se informó a la policía. Una transeúnte recibió varios disparos y murió cerca de la entrada del cementerio de la sinagoga, luego de reprender al agresor por hacer ruido. Un hombre que detuvo su automóvil al ver la acción de la mujer, pudo huir ileso cuando el arma del asesino se atascó.
Después, el atacante condujo hasta una tienda de kebabs turca cercana. Abrió fuego contra la ventana delantera con una escopeta. Un cliente que estaba en la tienda resultó herido y luego muerto cuando el atacante entró en la tienda. Alrededor de ese momento, la oficina del alcalde de Halle declaró una "situación violenta" y pidió a la comunidad local que se quedara en casa a través del sistema de alerta de emergencia alemán Katwarn y los medios públicos locales MDR. 
El sospechoso huyó en un Volkswagen alquilado, siendo seguido por la policía en una persecución de 80 kilómetros desde Halle. Primero condujo a Wiedersdorf cerca de Landsberg, a unos 15 kilómetros al noreste de Halle. Alrededor de las 4:00 p. m., un helicóptero de la policía federal aterrizó en Wiedersdorf. Varios vehículos de la fuerza policial y dos ambulancias ya estaban presentes. Se incrementó la seguridad de las instituciones judías en todo el país.

## Víctimas
La primera víctima del tirador, que pasaba por la calle cerca de la sinagoga cuando fue asesinada a tiros, fue una mujer de 40 años de Halle. En la tienda de kebab, el sospechoso mató a tiros a un joven de 20 años de Merseburg.
En su huida, el sospechoso disparó contra una pareja en Landsberg, hiriendo a una mujer de 40 años y a un hombre de 41 años. Los dos fueron ingresados en el hospital universitario de Halle con heridas de bala y operados con éxito.

## Investigación
En las primeras horas después del ataque, los servicios de seguridad trabajaron bajo la suposición de múltiples autores. Más tarde el mismo día, el ministro del interior del estado de Sajonia-Anhalt, Holger Stahlknecht, declaró que solo había un tirador, que había sido arrestado, y que se estaba investigando si el hombre había sido parte de un entorno social o de redes. El sospechoso, alemán de 27 años, identificado por los fiscales como Stephan B., fue arrestado en Zeitz, ubicado a unos 50 kilómetros al sur de Halle.
El Fiscal Federal (Generalbundesanwalt) se hizo cargo de la investigación ya que el ataque era una posible violación de la seguridad interna de Alemania. El fiscal indicó que estaba investigando un "asesinato con especial importancia" . Según el portavoz del fiscal, no había indicios de una organización terrorista. Fuentes de seguridad dijeron que el sospechoso arrestado es un ciudadano alemán que no tenía antecedentes penales previos, y que los indicios de antecedentes extremistas de derecha se hicieron más fuertes.
El 10 de octubre, la policía registró la casa del sospechoso en Benndorf, cerca de Eisleben, donde vivía con su madre. Encontraron 4 kg de explosivos en el automóvil del sospechoso. [Cita requerida] Balliet usó el servicio de transmisión Twitch para transmitir sus ataques. Según Twitch, esa transmisión no figuraba en las recomendaciones del sitio ni se hizo pública de otra manera. Esto significa que tuvo que enviar específicamente el enlace a las personas para llevarlas a la transmisión.
El 11 de octubre de 2019, la televisión nacional ARD emitió una alerta de noticias urgente: Stephan Balliet confesó el crimen y también confirmó un motivo antisemita extremista de derecha. Testificó con detalle durante la cita legal de varias horas ante el juez de instrucción de la Corte Federal de Justicia.

## Motivaciones
El sospechoso, un ciudadano alemán de 27 años, fue nombrado por los medios como Stephan Balliet que vivía con su madre en un departamento en Benndorf cerca de Eisleben. El día del ataque, los investigadores federales dijeron que el sospechoso tenía "casi seguramente una motivación de extrema derecha para el crimen". Se hicieron comparaciones con el tiroteo en la mezquita de Christchurch, donde por primera vez en este tipo de acciones el presunto tirador transmitió en vivo sus ataques en Facebook durante 17 minutos. Por la noche, el ministro federal del Interior, Horst Seehofer, dijo que era "al menos" un ataque antisemita.
Al igual que los tiroteos en la mezquita de Christchurch, el sospechoso transmitió el ataque en línea desde el video y audio de su cámara de acción adosada a su casco. El metraje completo dura unos 35 minutos y se transmitió al sitio web de juegos Twitch. El video muestra al sospechoso mostrando sus armas y hablando de contenido antisemita extremo en un "inglés pobre". También usó la jerga sarcástica del jugador y el típico lenguaje alemán de estilo jugador, por ejemplo, diciendo a los espectadores: "Al menos he demostrado lo inútiles que son las armas improvisadas" cuando se da cuenta de que su armamento y sus planes han fallado, y también diciendo "Un cien por cien fallan" cuando no pudo entrar por las puertas de la sinagoga.
Balliet negó el Holocausto. Sobre su motivo para el ataque, dijo que el feminismo condujo a menos nacimientos, por lo que hubo una inmigración masiva. Balliet culpó al "judío" por los supuestos problemas. Durante el ataque, los explosivos caseros del tirador no funcionaron y se refirió a sí mismo como un perdedor, al no poder romper ninguna de las puertas de la sinagoga, disparar a su propia llanta por accidente y no poder disparar su arma [cita requerida].
Además del video, Balliet también dejó un manifiesto. Aquí siguió a sus supuestos "modelos a seguir", Anders Behring Breivik y Brenton Tarrant. Fue descubierto por el ICSR London. El documento contenía fotos y descripciones de su arsenal de armas caseras e información sobre sus intenciones y planes. Estaba impregnado de mensajes antisemitas y neonazis. Eligió la sinagoga de Halle como objetivo porque era el lugar más cercano donde podía encontrar "al judío". Escribió que si podía matar a un solo judío, valía la pena el ataque. Su declaración fue escrita en inglés y mostró su creencia en una "conspiración mundial judía". Como un medio para burlarse de las víctimas y demostrar que disfrutaba de su crimen, usó el lenguaje moderno de la extrema derecha y el "lenguaje meme" neonazi "sarcástico" e imágenes encontradas a menudo en foros de la extrema derecha como 4chan.